# Miguel Ezquerra
Miguel Ezquerra Sanchez (Huesca, 1913 - Madrid, 1984) foi um militar espanhol, lutou na Guerra Civil Espanhola por tropas nacionalistas e da Segunda Guerra Mundial como parte da Divisão Azul em apoio da Alemanha nazista.

## Biografia
Em 1940, com a queda da França, Ezquerra trabalhando como professora de espanhol, contratado pelo Ministério dos Negócios Estrangeiros em Bayonne, França. Sua obra terminou quando os alemães ocuparam o país em 1940 e formou o governo fantoche de Vichy na França. 22 de junho de 1941, a União Soviética foi invadida pela Alemanha e o Eixo na Operação Barbarossa. Naquele dia, o chanceler espanhol, Ramón Serrano Súñer famosamente declarou: "A Rússia é culpada ", milhares de voluntários partiu Espanhol Divisão Azul, mas não foi selecionado Ezquerra.

## II Guerra Mundial

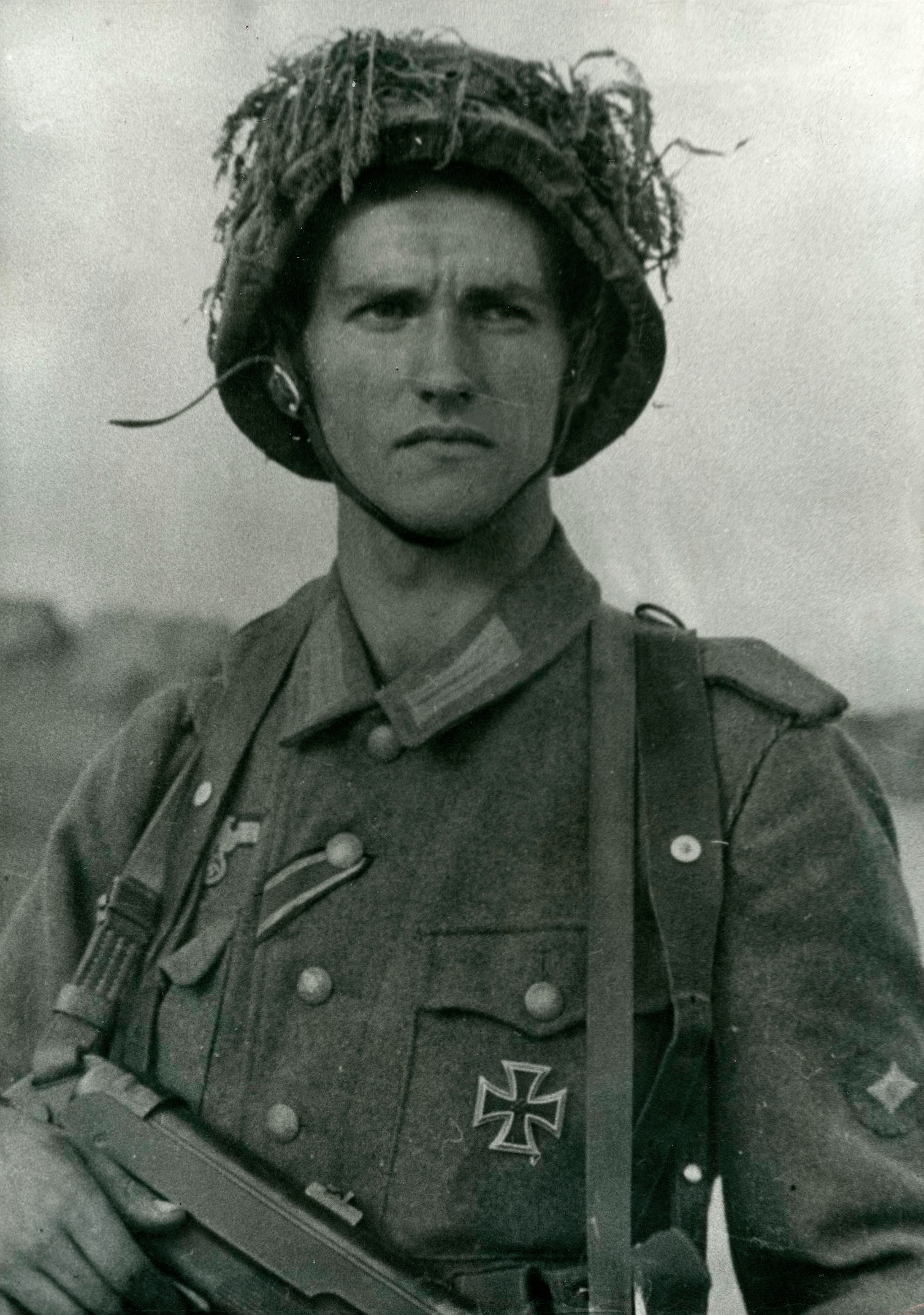
Um oficial (Oberschütze) da Divisão Azul com uma cruz de ferro e segurando um rifle MP40.

Ao longo de 1941 Ezquerra apelando para sua experiência no campo de batalha, pressionou a embaixada alemã escolheu. Em seguida, a fim de retransmissão de 1942, foi concebido com o posto de tenente de uma unidade de tanques. De Logroño foi para a Alemanha e depois para o Grupo de Exércitos Norte Frente Oriental, na área de Leningrado, onde lutou na Batalha de Krasny Bor. Em 07 de outubro de 1943 Francisco Franco deu a ordem para voltar para a Espanha para a Divisão Azul.
Em abril de 1944, a fronteira francesa atravessando clandestinamente junto com outros ex- Azul divisional com destino a Bordeaux e depois de trem para Paris para se juntar Voluntários Unidade Stablack que foram treinados em Königsberg. Posteriormente separou o espanhol e foi enviado para Versalhes Ezquerra ordens pendentes. Dez dias depois de sua partida da Espanha, Ezquerra foi escolhido no exército alemão. Seu novo destino seria Prússia Oriental que foi construído como um oficial em um regimento de 400 membros, dos quais a maioria eram espanhóis também como ele. Durante esta fase ajuda a atravessar a fronteira para muitos espanhóis que queriam lutar contra o comunismo.
Ele lutou na Normandia, em conjunto com os Leibstandarte e Das Reich Divisões da Waffen-SS. Mais tarde formou Unidade Ezquerra Waffen-SS, composto por 370 espanhóis, incluindo Miguel, e dois sargentos, cinco cabos e os outros soldados. Unidade Ezquerra foi atribuído na Divisão Wallonien da Waffen-SS sob o comando do líder Rexist belga Léon Degrelle. A nova bandeira da Espanha na Waffen-SS era a Cruz de Santo André.
The Ardennes ofensiva começou em 16 de dezembro de 1944. O Wallonien Divisão com o resto do exército alemão invadiu todo o leste nevada Bélgica, a fim de chegar ao rio Meuse. Na mesma noite do crime, a Unidade Ezquerra localizado e destruído na floresta de Ardennes uma formação de infantaria dos EUA.
O custo ação imprudente da unidade Ezquerra 3 mortos e 2 feridos, mas os norte-americanos sofreram 300 baixas, muitos prisioneiros e um sério parque municionamiento perda de uma divisão inteira. A ofensiva das Ardenas nos dias após um fracasso. Após a ofensiva, Ezquerra foi enviado para o que seria o seu destino final, em Berlim.
Na batalha de Berlim, os últimos defensores do bunker de Hitler não era apenas soldados alemães, mas os voluntários de diferentes partes da Europa. Entre eles, mais de 300 membros da SS espanhol e um punhado de divisão Carlos Magno francês, voluntários forçados em alguns casos e em outros, participaram do ato final do nazismo. Enquanto Hitler se suicidou em seu bunker, sobre a mesma luta uma empresa reforçado da Waffen SS, sob o tenente Ezquerra. Unidade Ezquerra lutou com coragem sobre-humana, causando grande destruição entre as unidades de infantaria e tanques russos T-34 assalto tentando tomar o Ministério das Relações Exteriores, que tinha aperfeiçoado um método para destruir as rodas de aço. Quando se tornou claro que a luta acabou, em meio às ruínas fumegantes de Potsdamer Platz, a poucos metros do bunker, comandando tropas Ezquerra começou a aparecer com os braços para cima. Os poucos sobreviventes espanhol passou nove anos em campos de prisioneiros na União Soviética. Miguel Ezquerra foi preso e deportado para a União Soviética, mas escapou na Polônia e voltar para a Espanha, depois de viver uma longa odisséia.

## Epílogo
Miguel Ezquerra foi o autor de "Berlin para a vida ou a morte". Poucos detalhes são conhecidos sobre ele a respeito de seu nascimento, a vida pós-guerra e da morte. Ezquerra sempre disse que recebeu vários prêmios por sua ação em batalha, obtendo a Cruz do Cavaleiro da Cruz de Ferro e a nacionalidade alemã concedida pessoalmente por Adolf Hitler. No entanto, embora sua veracidade não seja descartada, não foram encontrados registros que indiquem esses prêmios.
Ele morreu em Madrid, 1984. Ele foi cremado. Desde 1995, seus restos mortais ao lado daqueles de seus companheiros no Panteão da Divisão Azul cemitério de Almudena, em Madrid.